# Srikaton (Pondok Kelapa)
Srikaton is een bestuurslaag in het regentschap Bengkulu Tengah van de provincie Bengkulu, Indonesië. Srikaton telt 722 inwoners (volkstelling 2010).